# Зарник
Зарник (болг. Зарник) — село в Болгарии. Находится в Силистренской области, входит в общину Кайнарджа. Население составляет 452 человека.

## Политическая ситуация
В местном кметстве Зарник, в состав которого входит Зарник, должность кмета (старосты) исполняет Сенаиф  Шабанов Алилов (Новое время (НВ)) по результатам выборов.
Кмет (мэр) общины Кайнарджа — Любен Жеков Сивев (инициативный комитет) по результатам выборов.